# Contea di Inverell
La contea di Inverell è una Local Government Area che si trova nel Nuovo Galles del Sud. Essa si estende su una superficie di 8.606 chilometri quadrati e ha una popolazione di 16.841 abitanti. La sede del consiglio si trova a Inverell.